# Louis-Augustin Marmottin

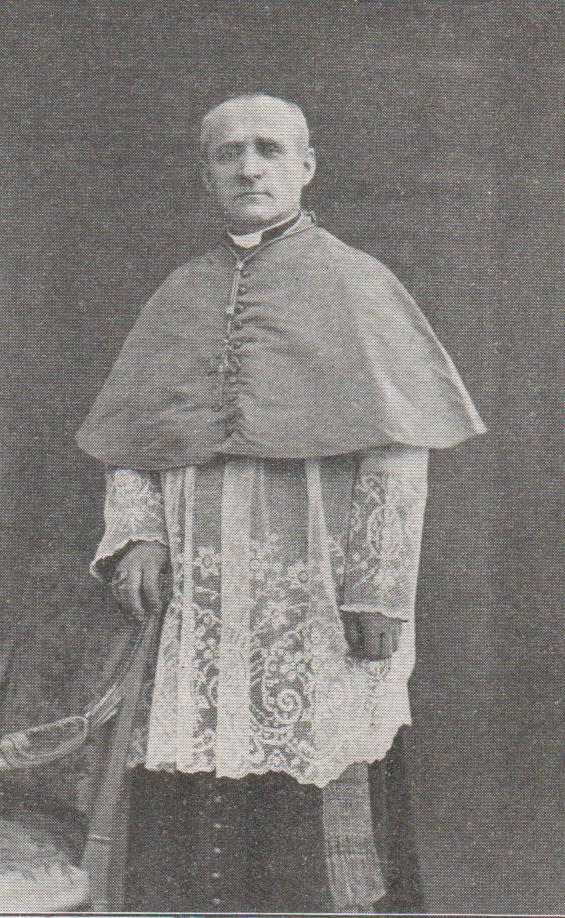
Louis-Augustin Marmottin

Louis-Augustin Marmottin (auch Louis Auguste Marmottin; * 11. März 1875 in La Neuville-au-Pont; † 9. Mai 1960 in Reims) war ein französischer römisch-katholischer Geistlicher, Bischof von Saint-Dié und Erzbischof von Reims.

## Leben

### Kindheit und frühe Jahre
Geboren als Kind einer Bauernfamilie, verlor Louis-Augustin Marmottin früh den Vater. Er besuchte die Oberschule der Institution Saint-Etienne in Châlons-sur-Marne und danach das Priesterseminar ebenda. Seine Studien setzte er am Institut Catholique de Paris fort, wo er Lizenziate in Mathematik und Recht erwarb. Die Priesterweihe empfing Louis-Augustin Marmottin am 17. Dezember 1898 in Châlons, danach war er im katholischen Bildungswesen im Département Marne tätig. Bei der Mobilisierung 1914 wurde er als Sanitäter eingezogen, nach einer Verschlechterung seines Gesundheitszustandes wandte er sich 1917 dem Ordensleben zu. Am 2. Juni 1917 wurde er zum Erzpriester von Sézanne ernannt.

### Bischofsamt
Papst Pius XI. ernannte ihn am 2. August 1930 zum Bischof von Saint-Dié. Die Bischofsweihe spendete ihm am 2. Oktober desselben Jahres Joseph-Marie Tissier, Bischof von Châlons; Mitkonsekratoren waren Charles-Joseph-Eugène Ruch, Bischof von Straßburg, und Georges-François-Xavier-Marie Grente, Bischof von Le Mans. In Saint-Dié galt sein Wirken vor allem dem Ausbau des katholischen Schulwesens.
Am 21. August 1940 wurde Louis-Augustin Marmottin zum Erzbischof von Reims erhoben. Dort starb er 1960 nach längerer Krankheit und wurde in der Kathedrale von Reims beigesetzt.